# Cercle d'Estudis Indoeuropeus
El Cercle d'Estudis Indoeuropeus (CEI) va ser una organització neonazi espanyola legalitzada pel Ministeri de l'Interior el 1999 com a associació cultural. El CEI va constituir un centre d'investigació sobre temàtica nazi, a més d'una organització neonazi que promovia «la supervivència de la raça i cultura». Va ser fundada per antics membres del Cercle Espanyol d'Amics d'Europa (CEDADE), també desaparegut. El CEI era dirigit per Ramón Bau, exsecretari general del CEDADE i director de la revista Bajo la Tiranía, anteriorment coneguda com a Mundo NS.
El CEI va ser desarticulat pels Mossos d'Esquadra el 2004, moment en què se'l considerava una organització antidemocràtica, xenòfoba i paramilitar.
El 2009, tres antics membres (incloent-hi el mateix Ramón Bau) van ser condemnats a penes de presó per l'Audiència de Barcelona per «associació il·lícita i difusió d'idees genocides». El tribunal va considerar que l'associació tenia un cercle intern de caràcter paramilitar, conegut com a CEI-SS, que «pretenia emular la guàrdia personal de Hitler».
El 2014, un exmembre de CEI va fundar la branca espanyola del partit neonazi grec Alba Daurada, amb seu a Alcoi.